# Rimburg (Nederland)
Rimburg is een Nederlands dorpje (bestaande uit de kernen Rimburg en Broekhuizen) in het Wormdal aan de rivier de Worm, die hier de grens vormt tussen Nederland en Duitsland, in oostelijk Zuid-Limburg. Aan de overzijde van de rivier ligt het Duitse Rimburg met kasteel. Rimburg maakt deel uit van de gemeente Landgraaf. Het vormt een onderdeel van de vroegere gemeente Ubach over Worms, die in 1982 samen met de gemeenten Nieuwenhagen en Schaesberg (samen werden ze destijds de SUN-gemeenten genoemd) in de gemeente Landgraaf opgingen. Tot 1886 was Rimburg een zelfstandige gemeente waarvan het grondgebied reikte tot aan Brunssum. 

## Geschiedenis

Detail Ferrariskaart (1771-1778) met de heerlijkheid Rimburg ingeklemd tussen de twee delen van de bank Ubach

### Romeinse tijd
In de Romeinse tijd kruiste de heerbaan Boulogne-Keulen ("Via Belgica") de rivier de Worm in het huidige Rimburg. Een restant van een mijlpaal is nog te vinden aan de Broekhuizenstraat.

Wapen van Mulrepas

### Heerlijkheid Rimburg
In de middeleeuwen werd Rimburg een heerlijkheid. Kasteel Rimburg wordt rond 1160 gebouwd bij de strategische brug over de Worm. Wilhelm van Mulrepas is aan het begin van de dertiende eeuw de eerste persoon die zich heer van Rimburg noemt. In 1544 maakte Karel V Rimburg tot leen van Brabant, maar de heerlijkheid Rimburg behield tot 1778 een relatief zelfstandige positie, hoewel verbonden met het Land van 's-Hertogenrade. In 1778 werd Rimburg echter geïntegreerd in het Land van 's-Hertogenrade, onderdeel van de Oostenrijkse Nederlanden. Rimburg had in die tijd een eigen schepenbank.

### Franse tijd
In 1795 werd de heerlijkheid met schepenbank ingelijfd bij Frankrijk, evenals de bank Ubach (Ubach over Worms en Übach-Palenberg). Ze werden ingedeeld bij het kanton Rolduc binnen het arrondissement Maastricht van het nieuwe departement Nedermaas.

### Splitsing
Toen de Franse kantonnale indeling in 1814 werd opgeheven, werd het gebied van de voormalige heerlijkheid gesplitst. Het westelijke gedeelte, op de linkeroever van het riviertje de Worm, werd als Nederlandse gemeente Rimburg onderdeel van de nieuwe provincie Limburg. Het oostelijke gedeelte, op de rechter Wormoever, werd Pruisisch gebied, en onderdeel van de nieuwe provincie groothertogdom Beneden-Rijn (tot 1822, daarna de Rijnprovincie).

### Nederlandse gemeente
De gemeente Rimburg heeft tijdens haar bestaan dezelfde bestuursorganisatie gekend als Nieuwenhagen. De gemeente Rimburg werd opgeheven bij Wet van den 16den December 1886, tot vereeniging der gemeenten Ubach over Worms en Rimburg. Als ingangsdatum voor de opheffing werd aangewezen de dag waarop de raad van de nieuwe gemeente Ubach over Worms voor het eerst zou vergaderen. Die eerste vergadering vond plaats op 15 maart 1887. De laatste raadsvergadering van de gemeente Rimburg vond op 9 oktober 1886 plaats. 
De rivier de Worm (Duits: Wurm) vormt bij Rimburg de natuurlijke markering van de Nederlands-Duitse staatsgrens. Aan de oostzijde van de Worm, op het grondgebied van de Duitse gemeente Übach-Palenberg ligt het kasteel van Rimburg, dat nog altijd in adellijke handen is. Tussen 1949 en 1963 was het het kasteel met omgeving geannexeerd door Nederland en even onderdeel van de gemeente Ubach over Worms.

### Tweede Wereldoorlog
Rimburg werd als laatste stukje Zuid-Limburg bevrijd op 2 oktober 1944. Het lag in de frontlinie en speelde hierbij een belangrijke rol in de slag om Aken. Aan de Duitse zijde van de Worm liggen nog steeds vele bunkers die onderdeel uitmaakten van de Siegfriedlinie. Tijdens de bestorming hiervan werd het kasteel door de Duitsers zwaar verdedigd. Hierbij werd een gedeelte van het kasteel verwoest tezamen met vele kunstschatten.

### Historische kaarten

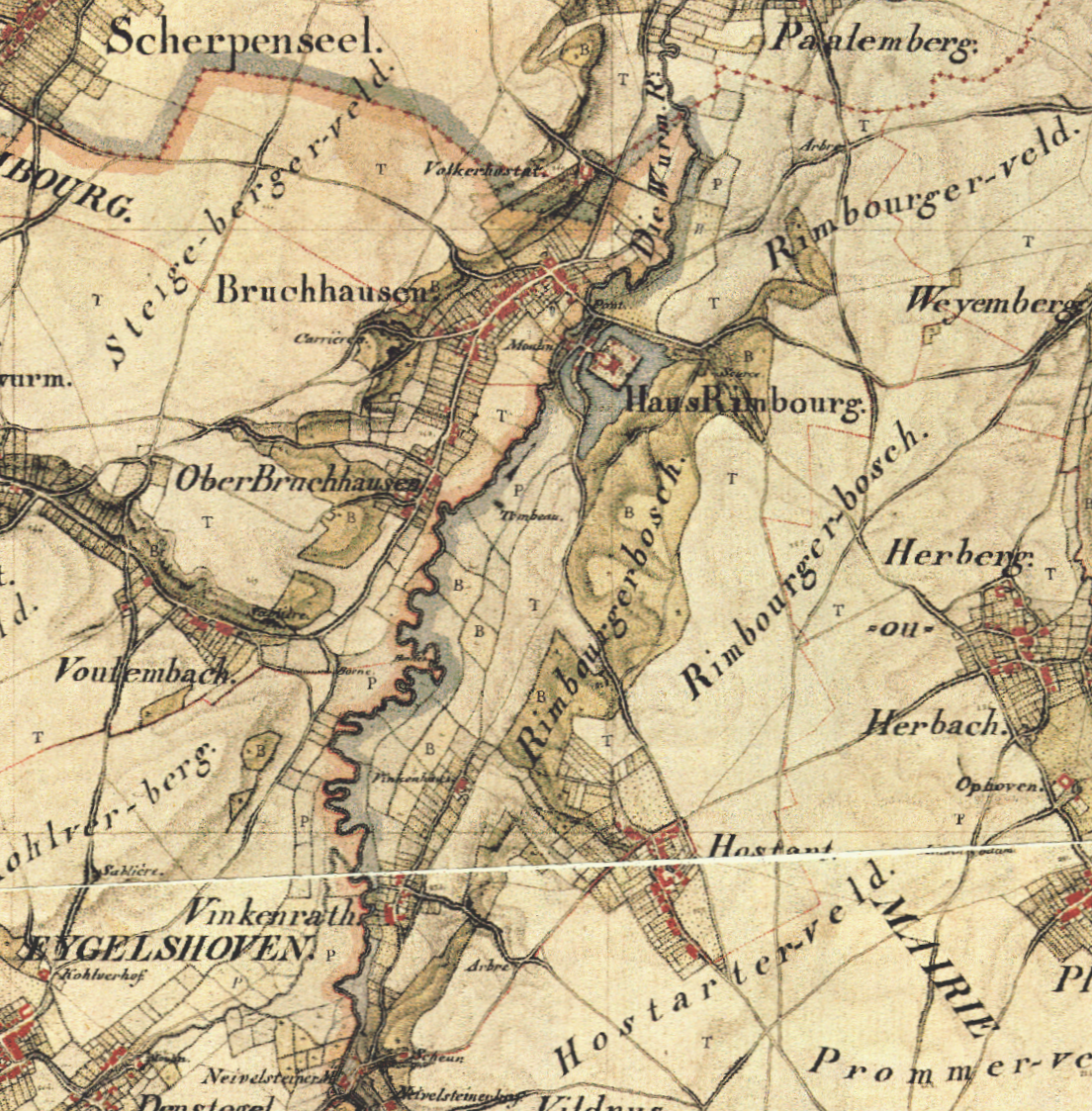
Kaart van Rimburg in 1805 (Tranchot)
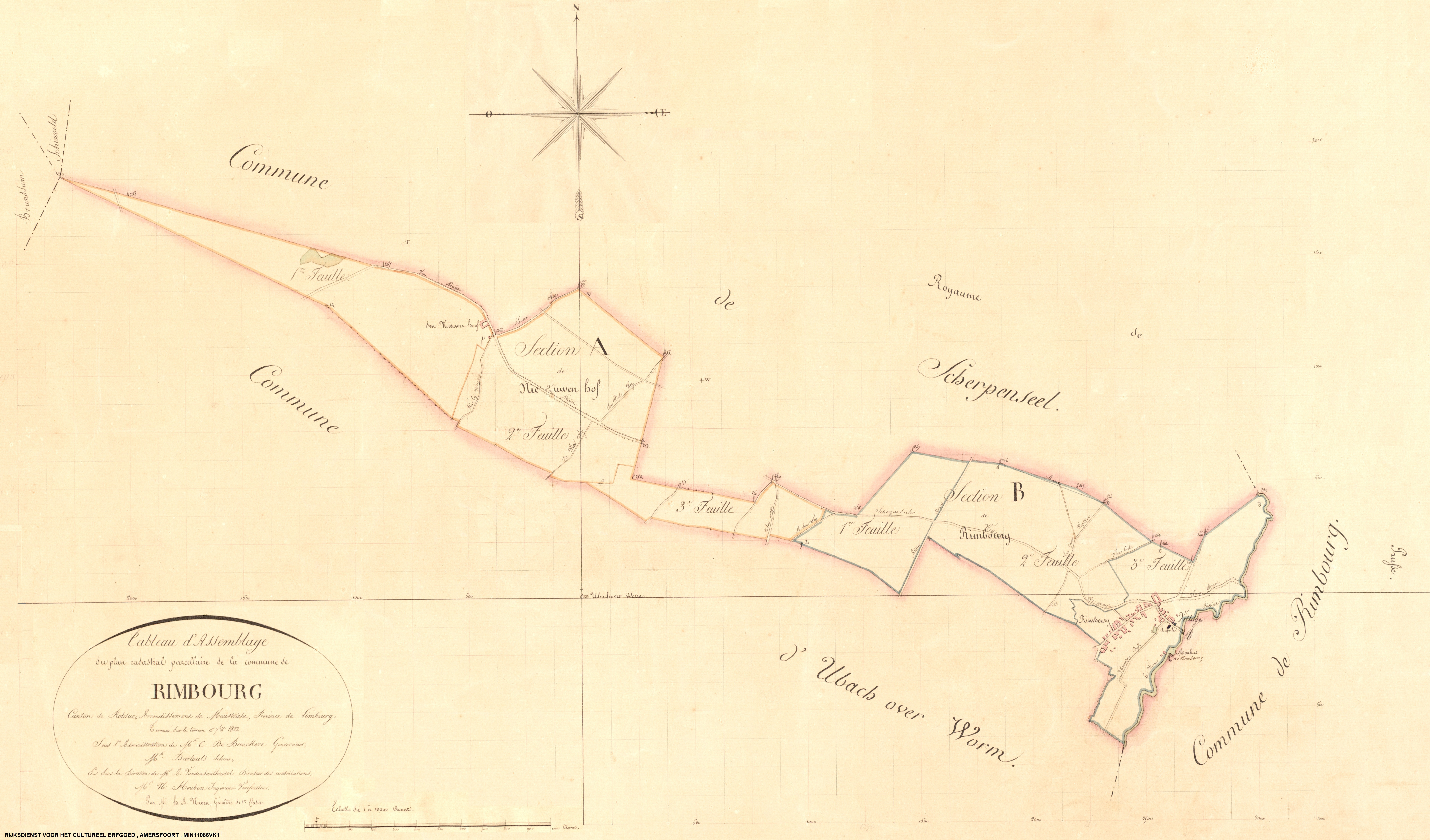
Kadastrale indeling gemeente Rimburg 1822
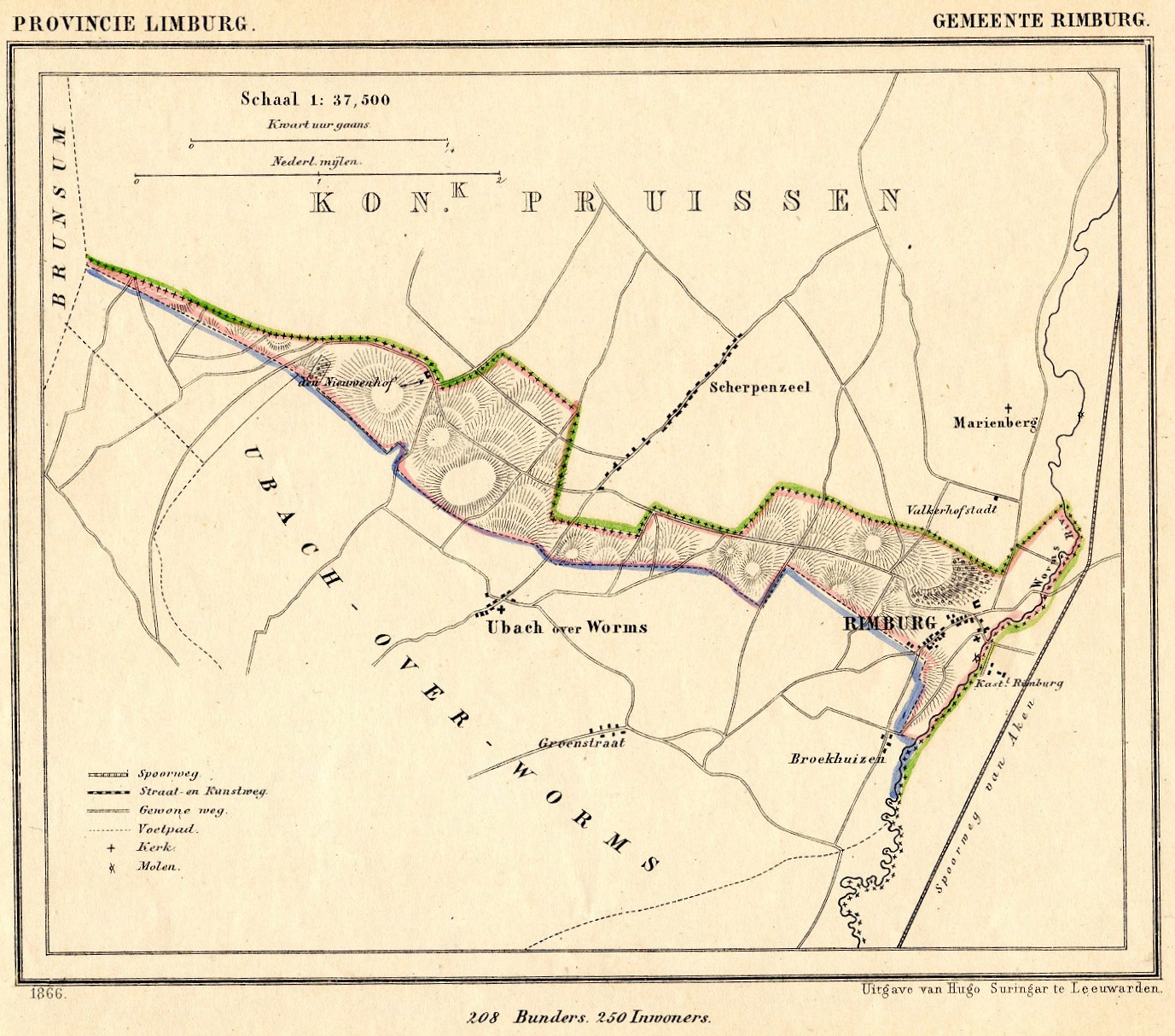
De voormalige gemeente Rimburg in 1866
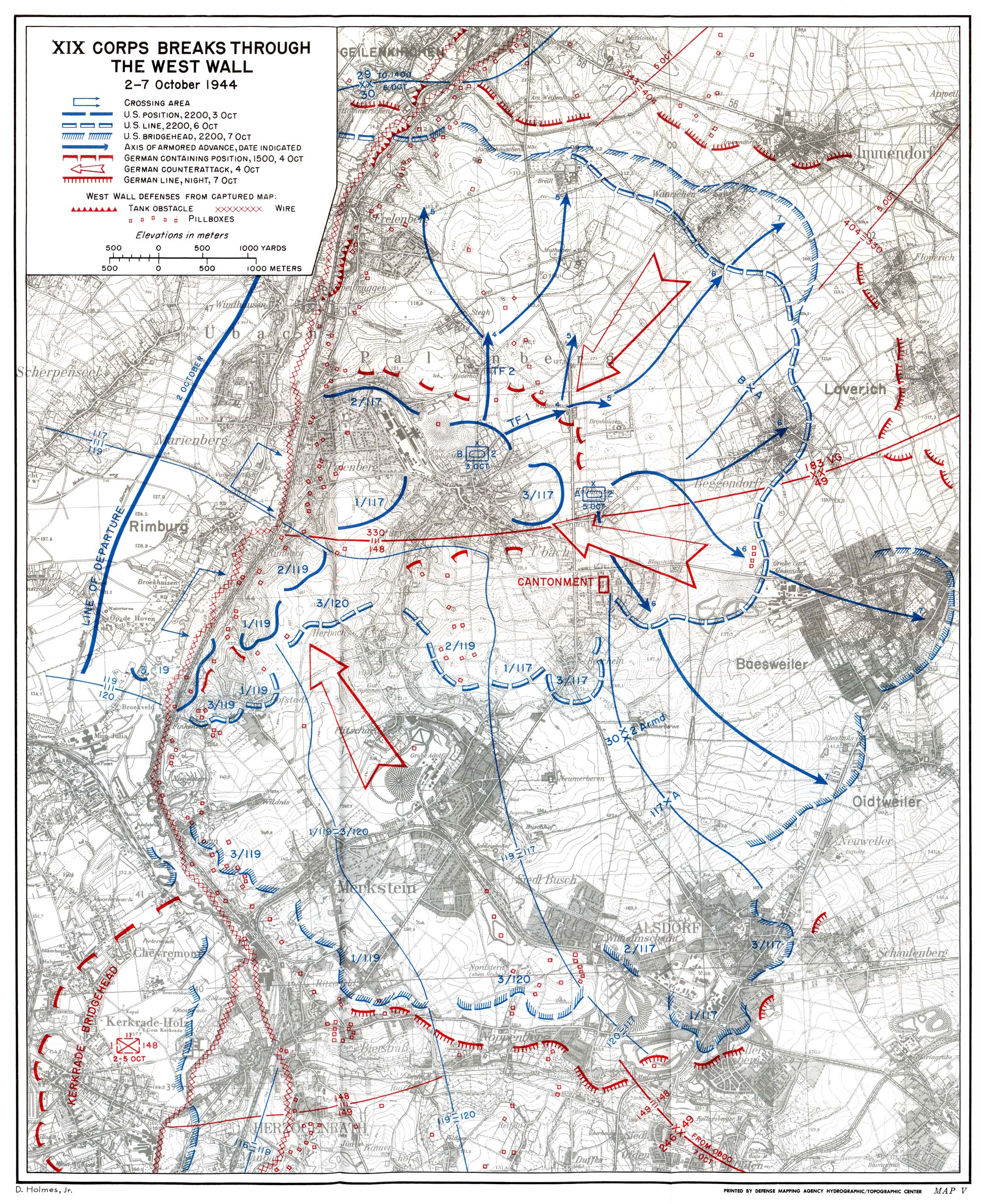
Geallieerde aanval op de Siegfriedlinie, 2 oktober 1944

## Bezienswaardigheden

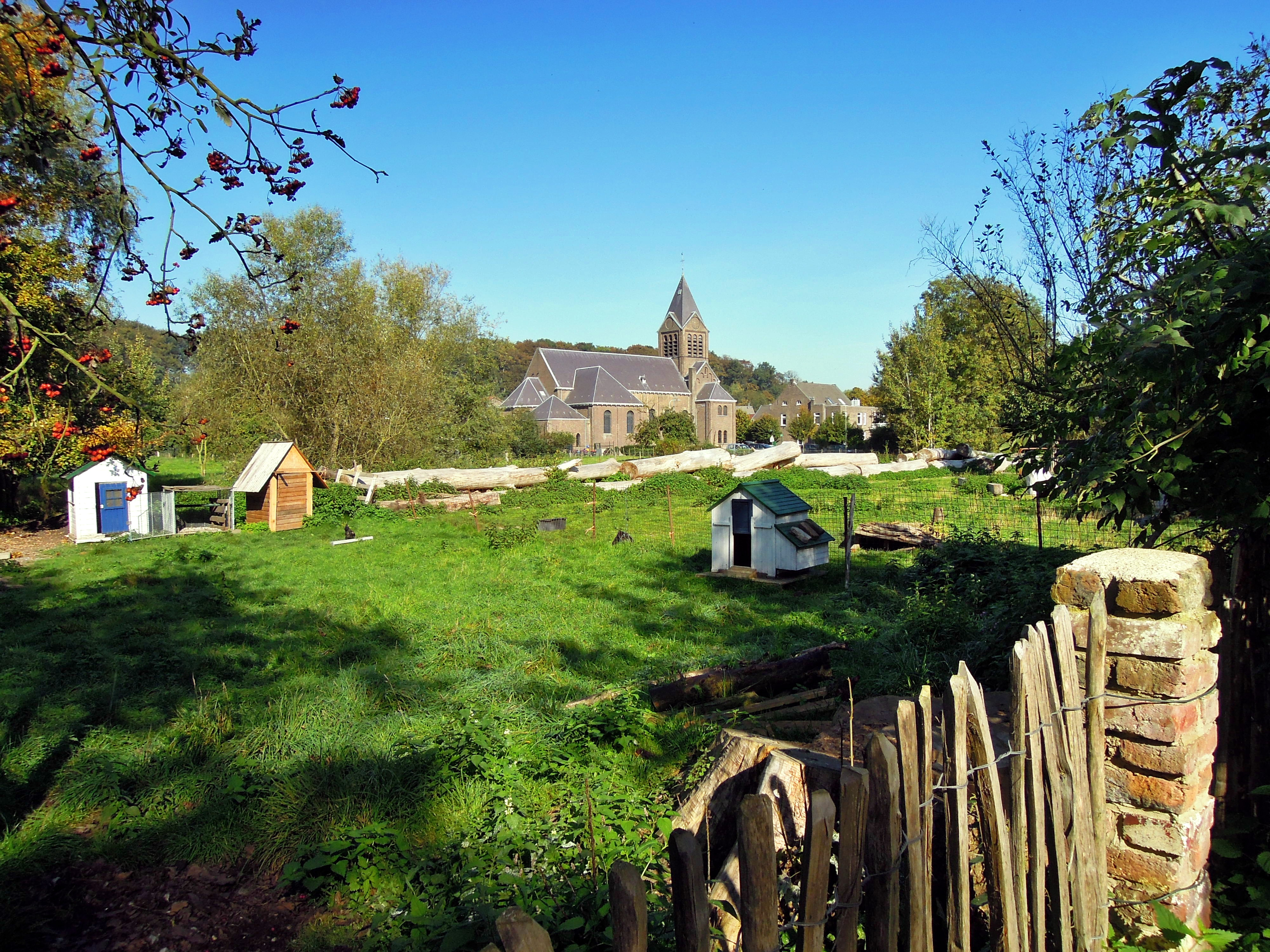
Rimburg, gezien vanaf de Duitse kant (Kasteel Rimburg)

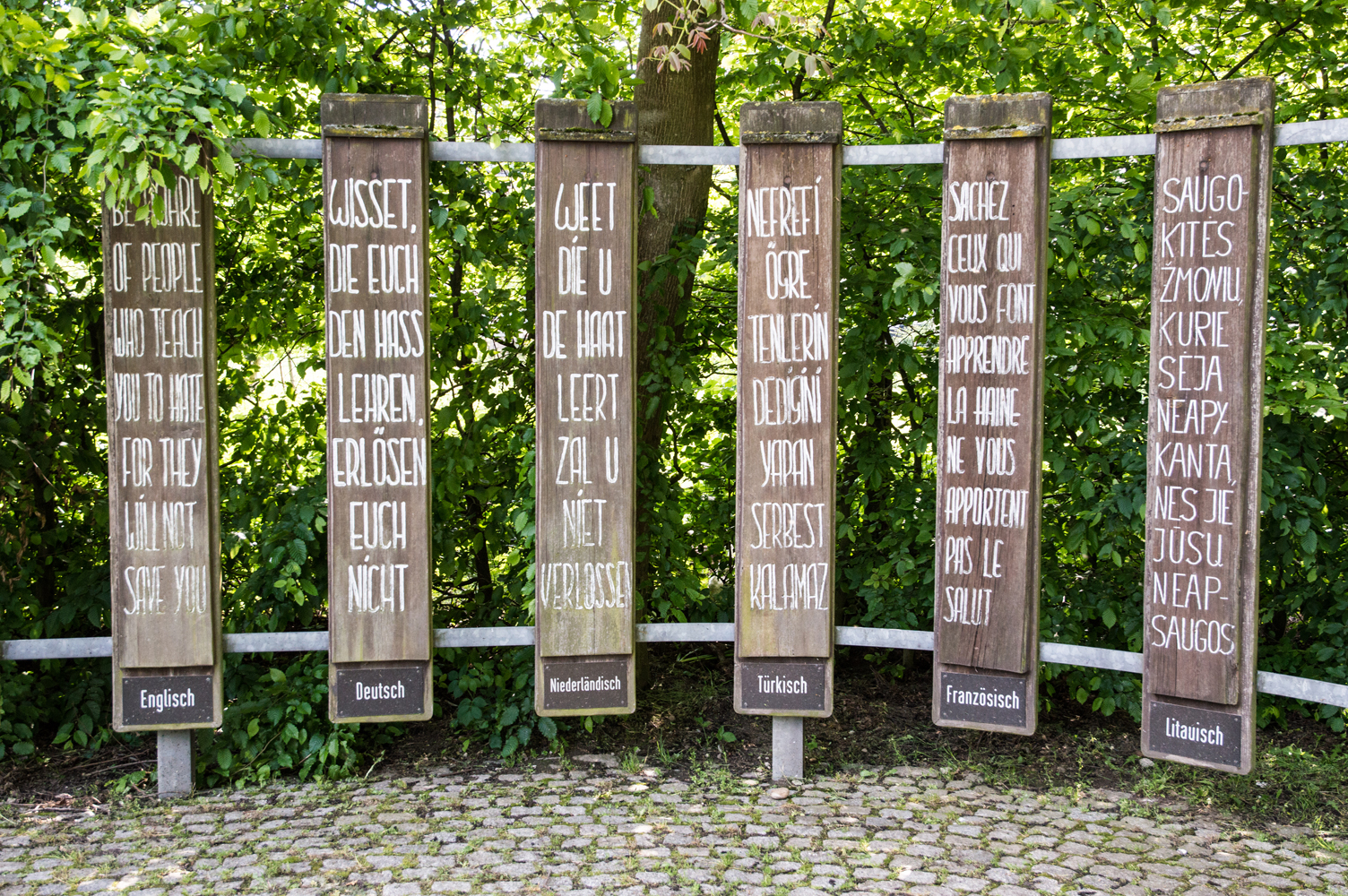
Vredesmonument op de Nederlands-Duitse grens bij het riviertje de Worm. Gerealiseerd door de vredesgroep Übach-Palenberg (D)

- Een deel van Rimburg is een beschermd dorpsgezicht.
- De Drievuldigheidskerk, van 1726 en later.
- De pastorie van 1826.
- Het Heilig Hartbeeld van 1930
- De Sint-Jozefkapel, aan Steenenbergweg 30, een wegkapel in het Rimburgerbos, die in 1951 door Rimburgse oudstrijders van de tweede wereldoorlog werd opgericht. Bij de kapel staat een monument met de namen van de oud-strijders. De vereniging "De vrienden van de Sint Jozefkapel Rimburg" die de belangen van de oud-strijders en de vertegenwoordigen en de kapel onderhouden.
- De Rimburgermolen, een watermolen op de Worm.
- Kasteel Rimburg, op de Duitse oever van de Worm.
- De watertoren, van 1925
- Diverse boerderijen, zoals:
  - Rinckberg 27-29, van 1718, met gezwenkte gevel.
  - Rinckberg 22, van 1763, met topgevel en 17e-eeuws vakwerk aan achterzijde.
  - Rinckberg 39, van 1640, vierkantshoeve met deels vakwerk.
  - Rinckberg 18, 18e-eeuwse vierkantshoeve met deels vakwerk.
  - Palenbergerweg 1, hoeve De Kruisstraat, van 1822-1838.
  - Rimburgerweg 126, Kinnehoeve, met onderkelderd 17e-eeuws woonhuis, woonkamer, poortgebouwen stallen, 1761.
  - Rimburgerweg 160, hoeve, 19e-eeuws.
  - Rimburgerweg 162, hoeve Vulenbach, gesloten hoeve, 18e-eeuws.
- Vredesmonument bij de Duits-Nederlandse grens.
- Mijlpaal van Rimburg, deel van Romeinse mijlpaal, nabij Broekhuizerweg 53.

## Natuur en landschap
Rimburg is een langgerekt dorp dat parallel verloopt aan de Worm. De hoogte van het dorp is ongeveer 95 meter. Op de hellingen van het plateau naar het dal liggen enkele hellingbossen, zoals het Rimburgerbos, waarin zich ook de watertoren en de Sint-Jozefkapel bevindt.

## Nabijgelegen kernen
Marienberg, Waubach, Eygelshoven

## Foto's

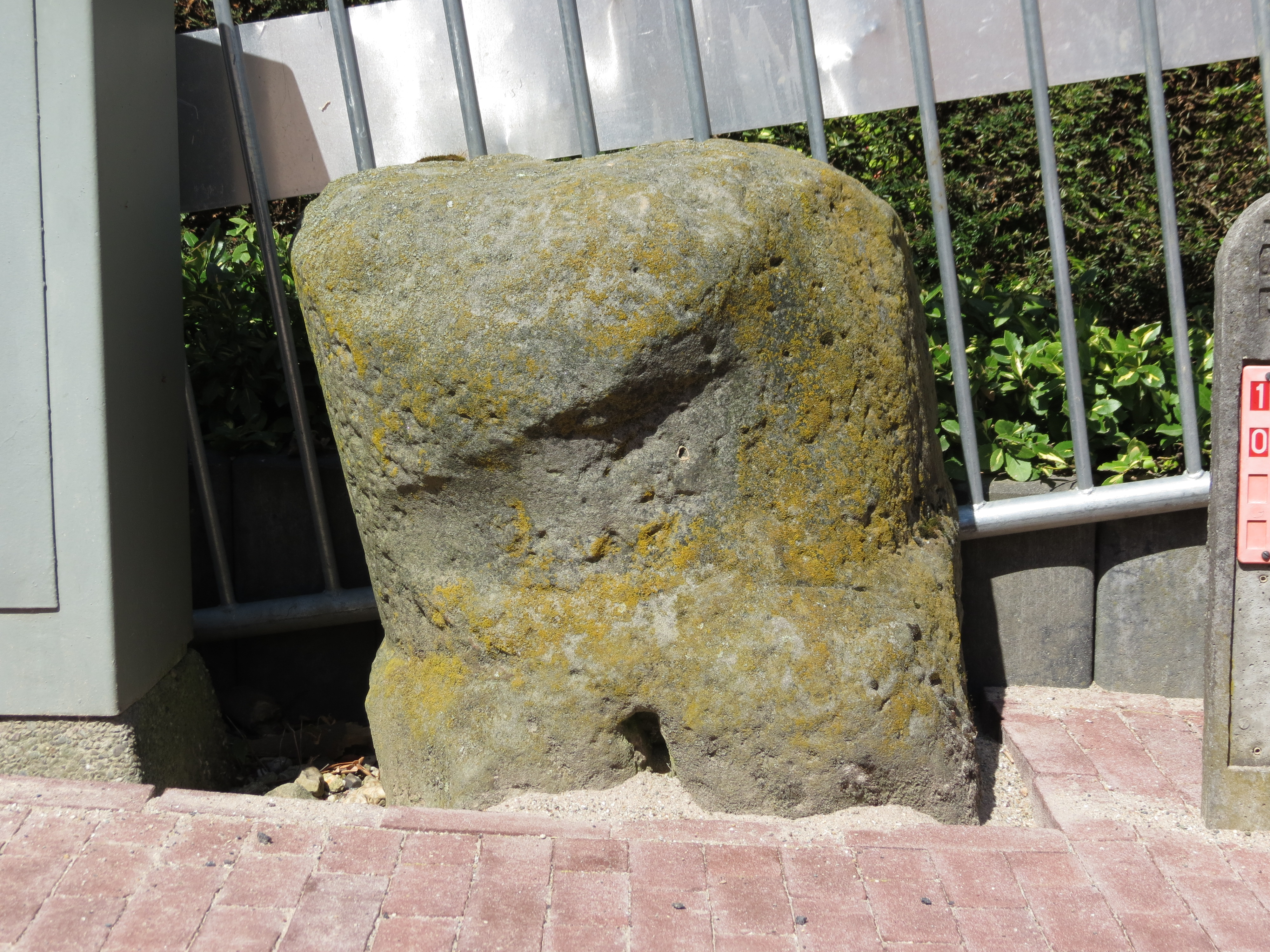
Romeinse mijlpaal
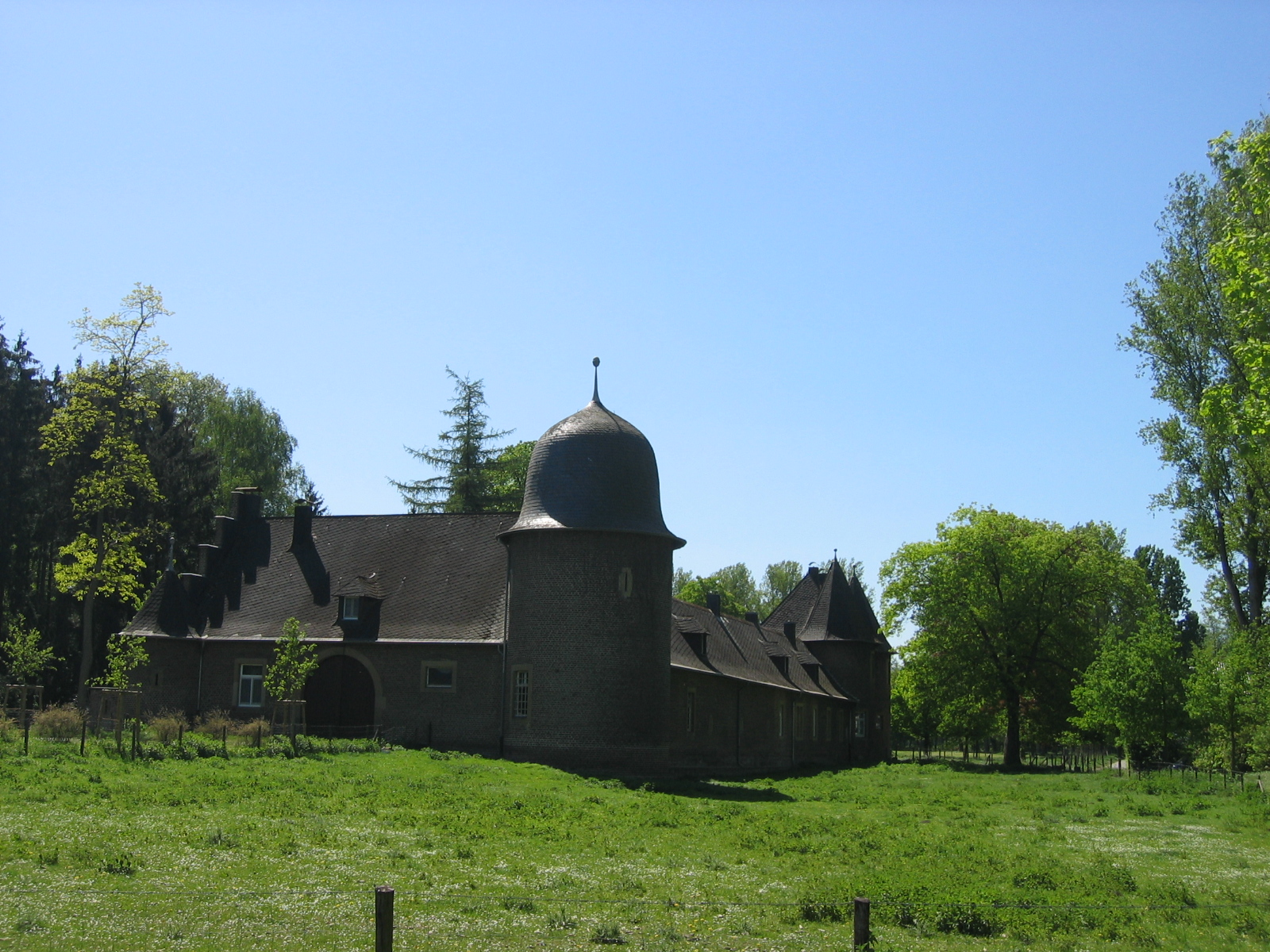
Kasteel Rimburg
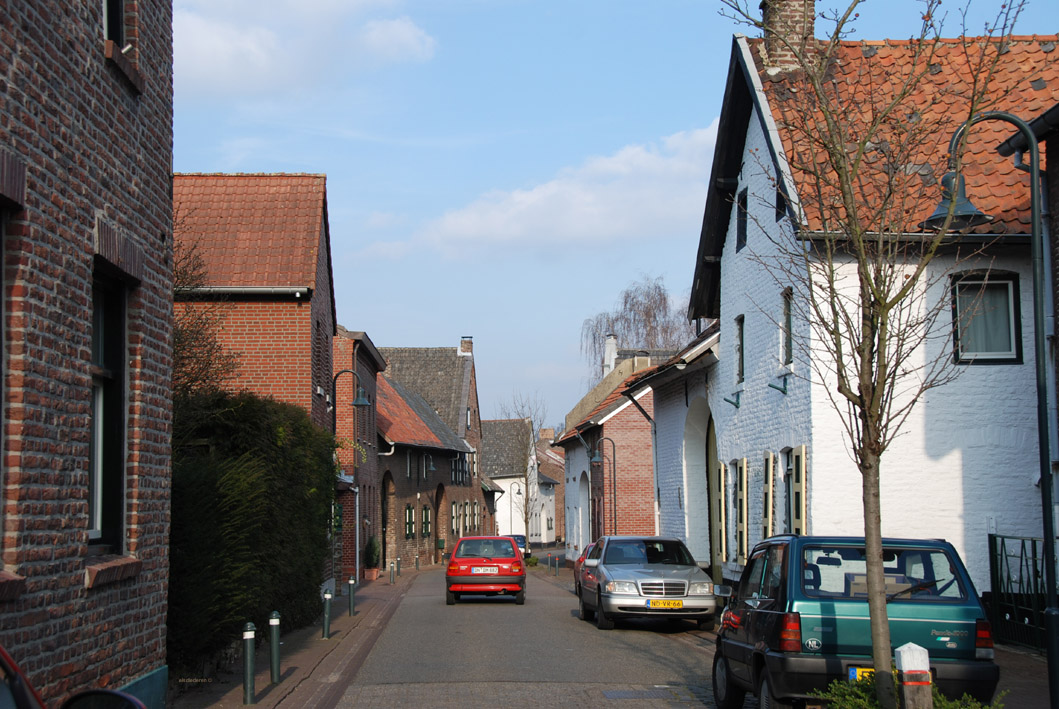
Lintbebouwing in het centrum
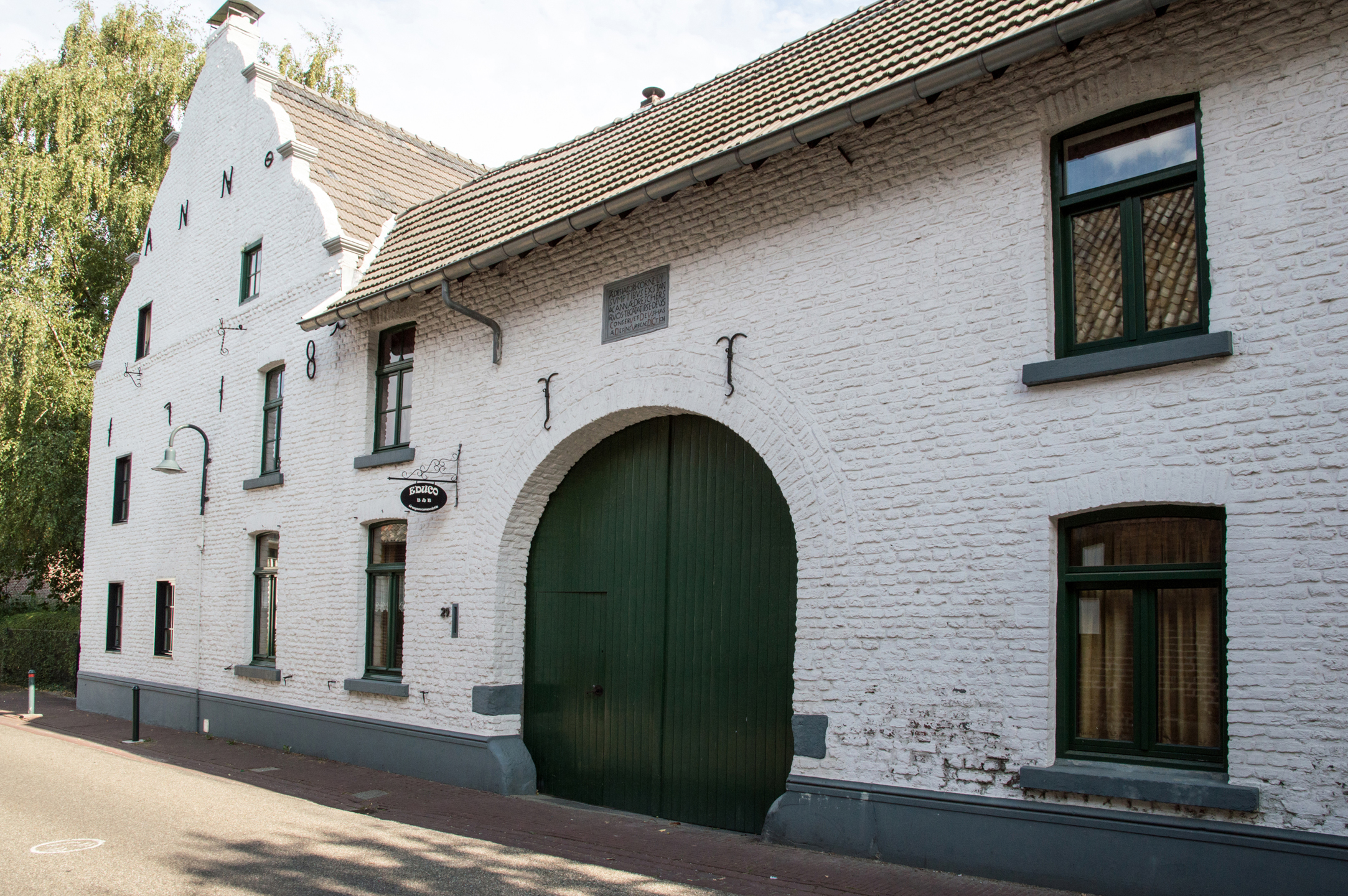
Rijksmonument Rinckberg 29
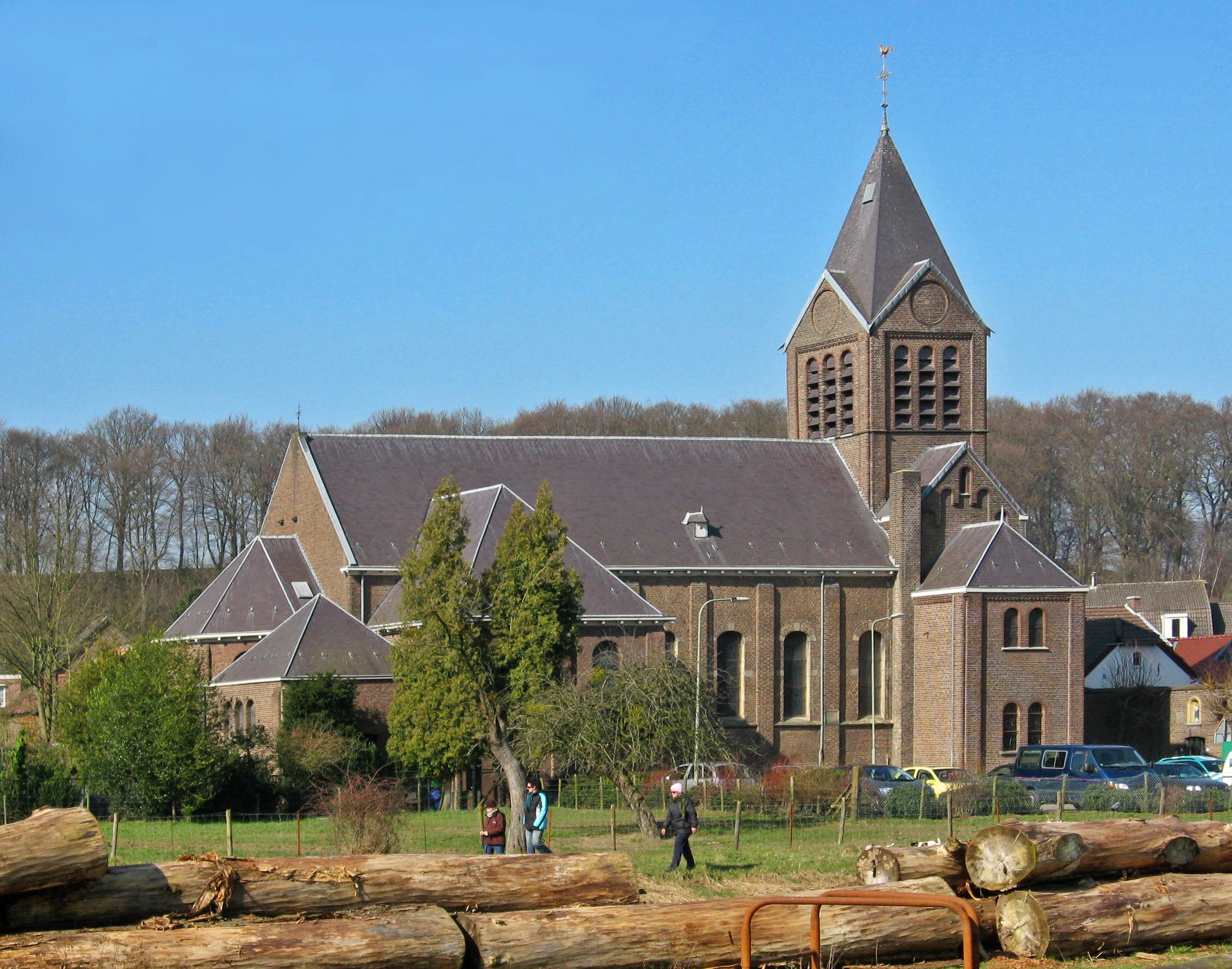
RK Heilige Drievuldigheidskerk
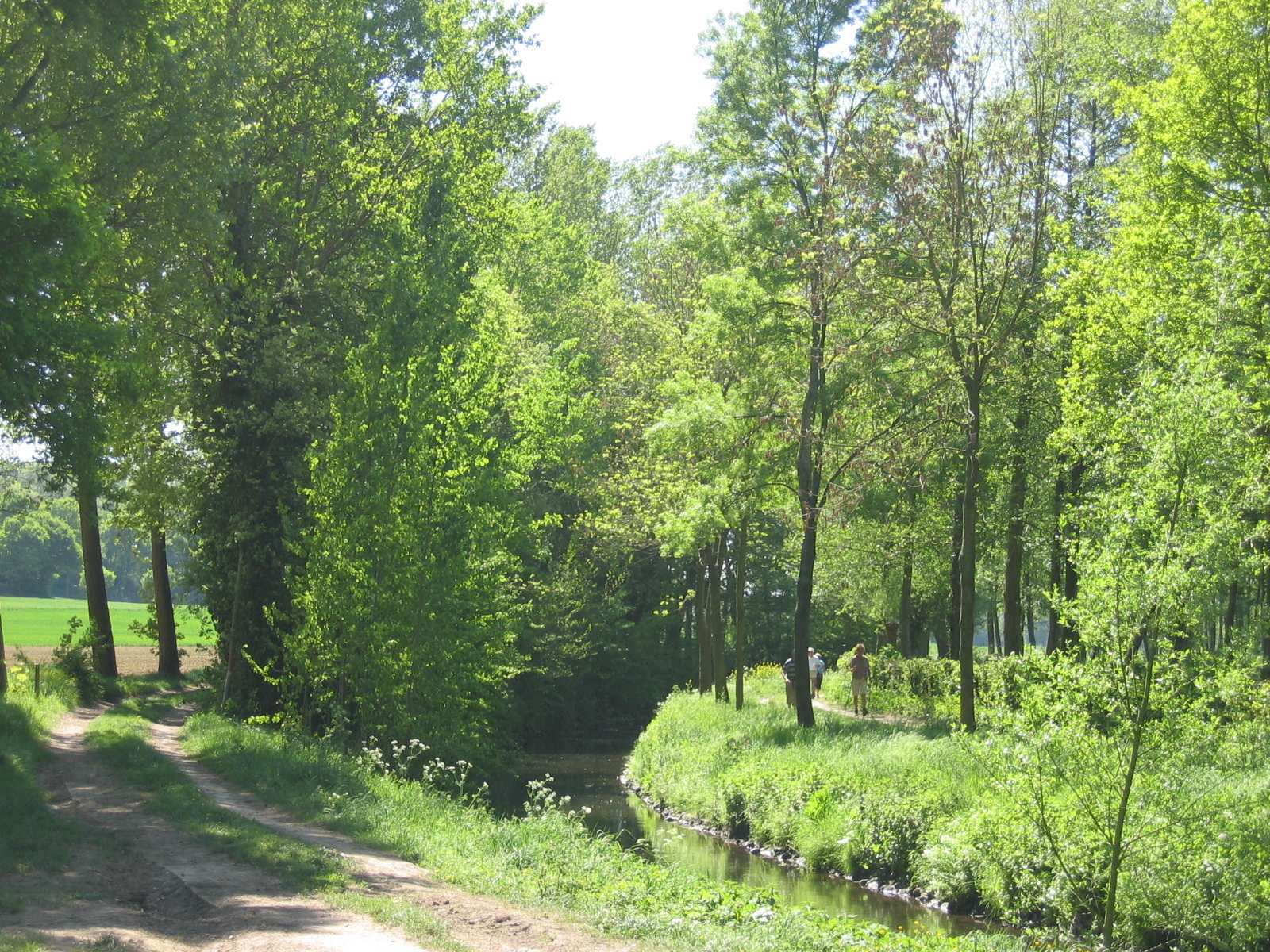
Links Duitsland, Rechts Nederland
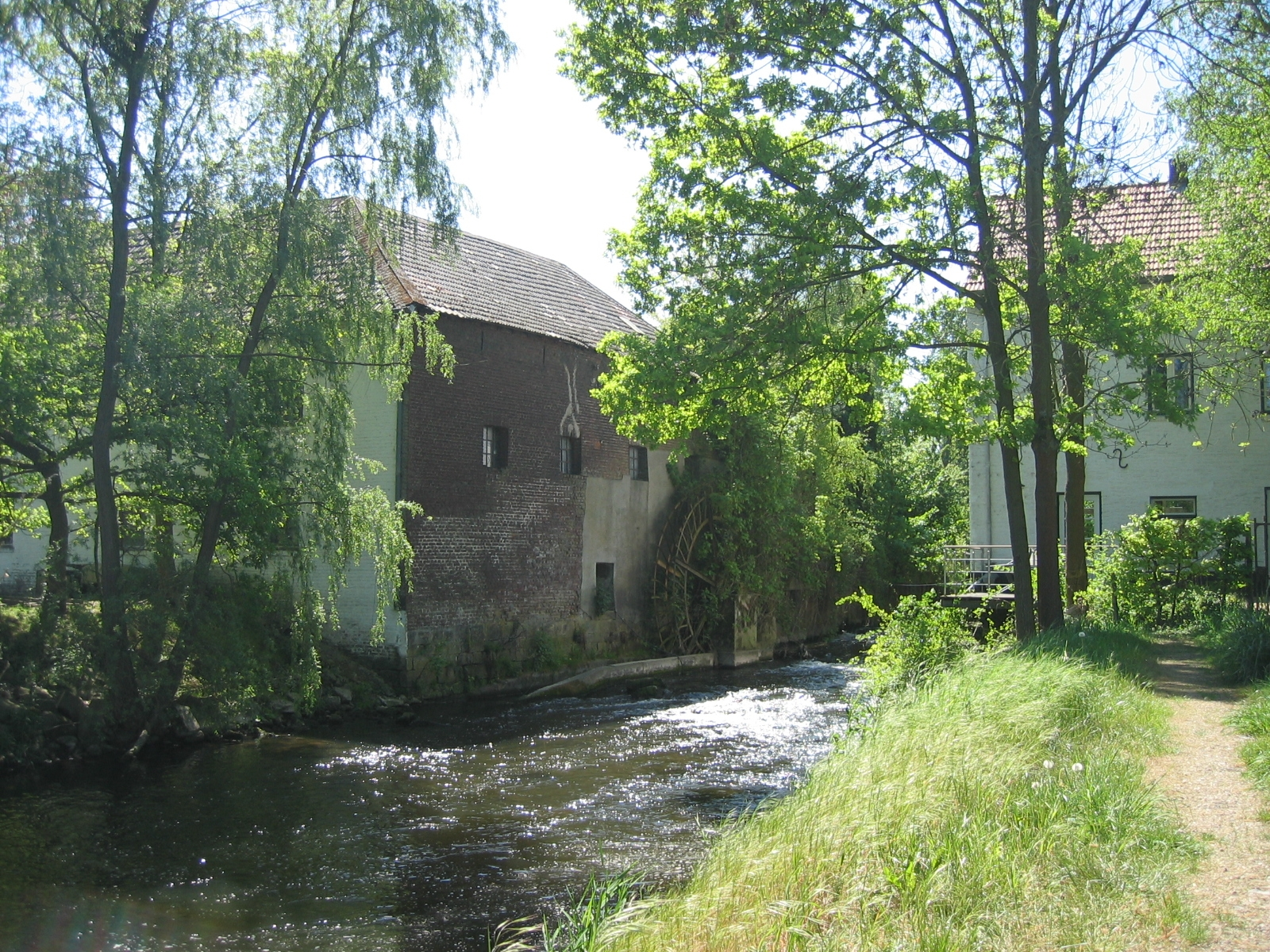
Rimburgermolen bij Rimburg in het Wormdal
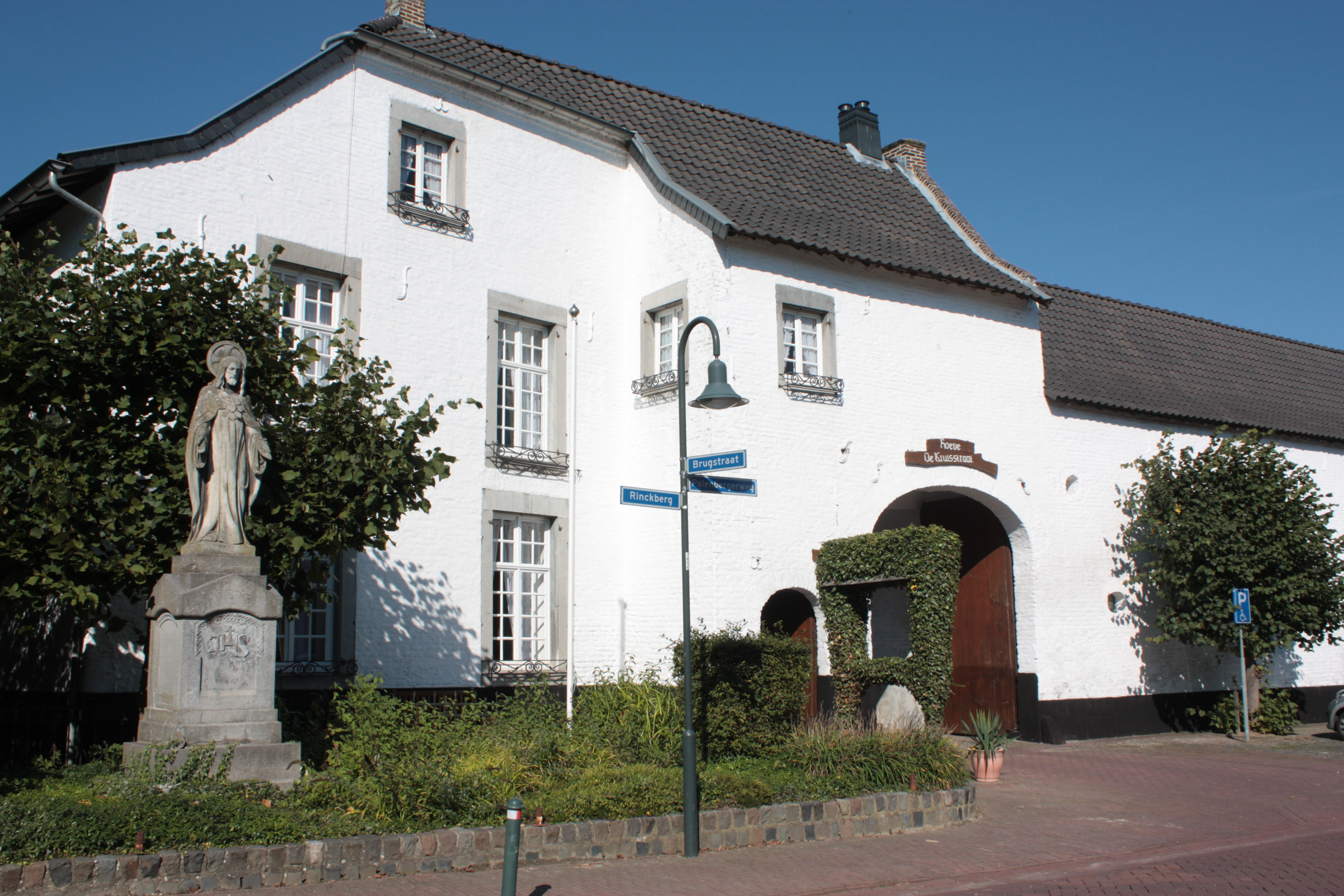
Hoeve De Kruisstraat met Heilig Hartbeeld
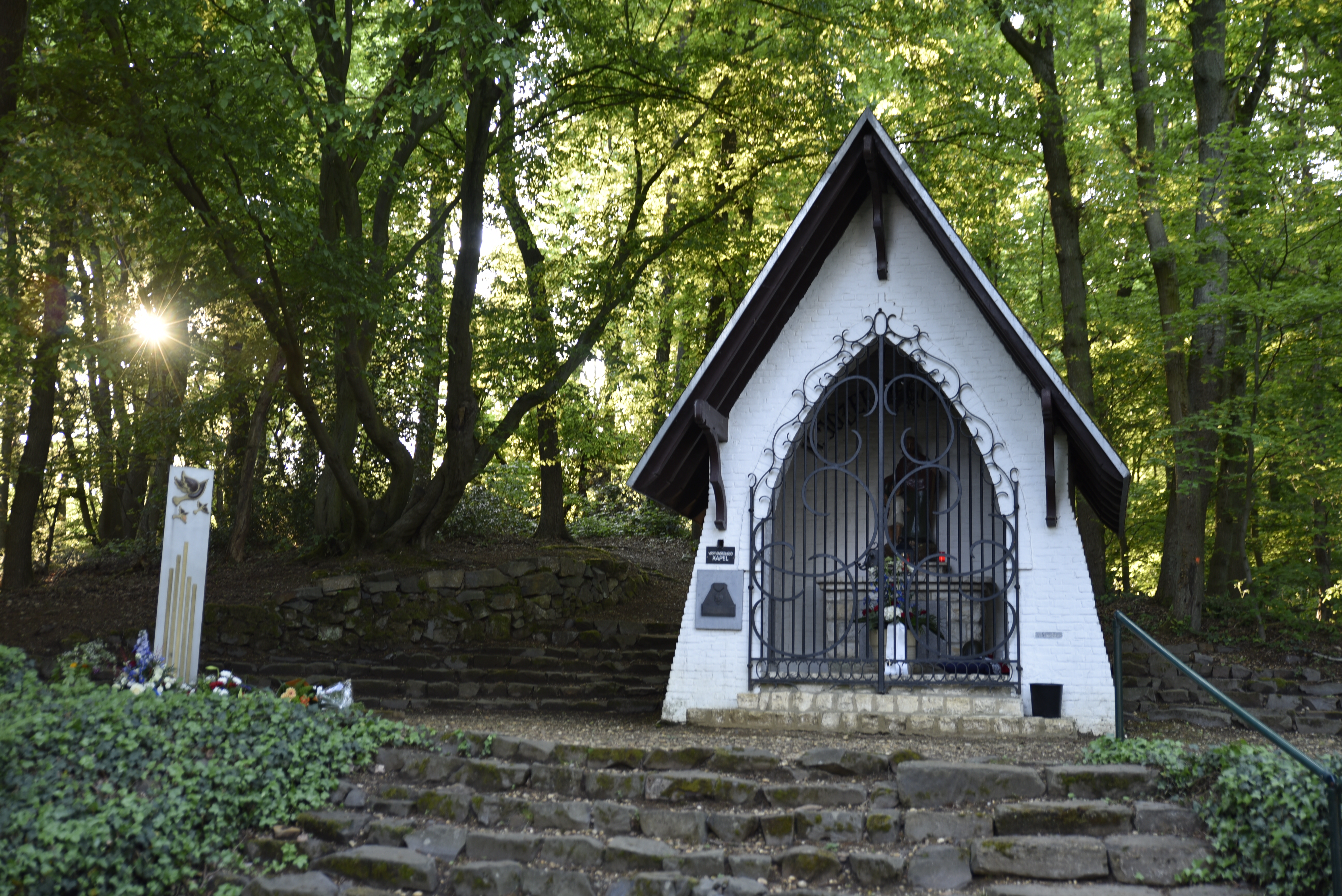
Sint-Jozefkapel
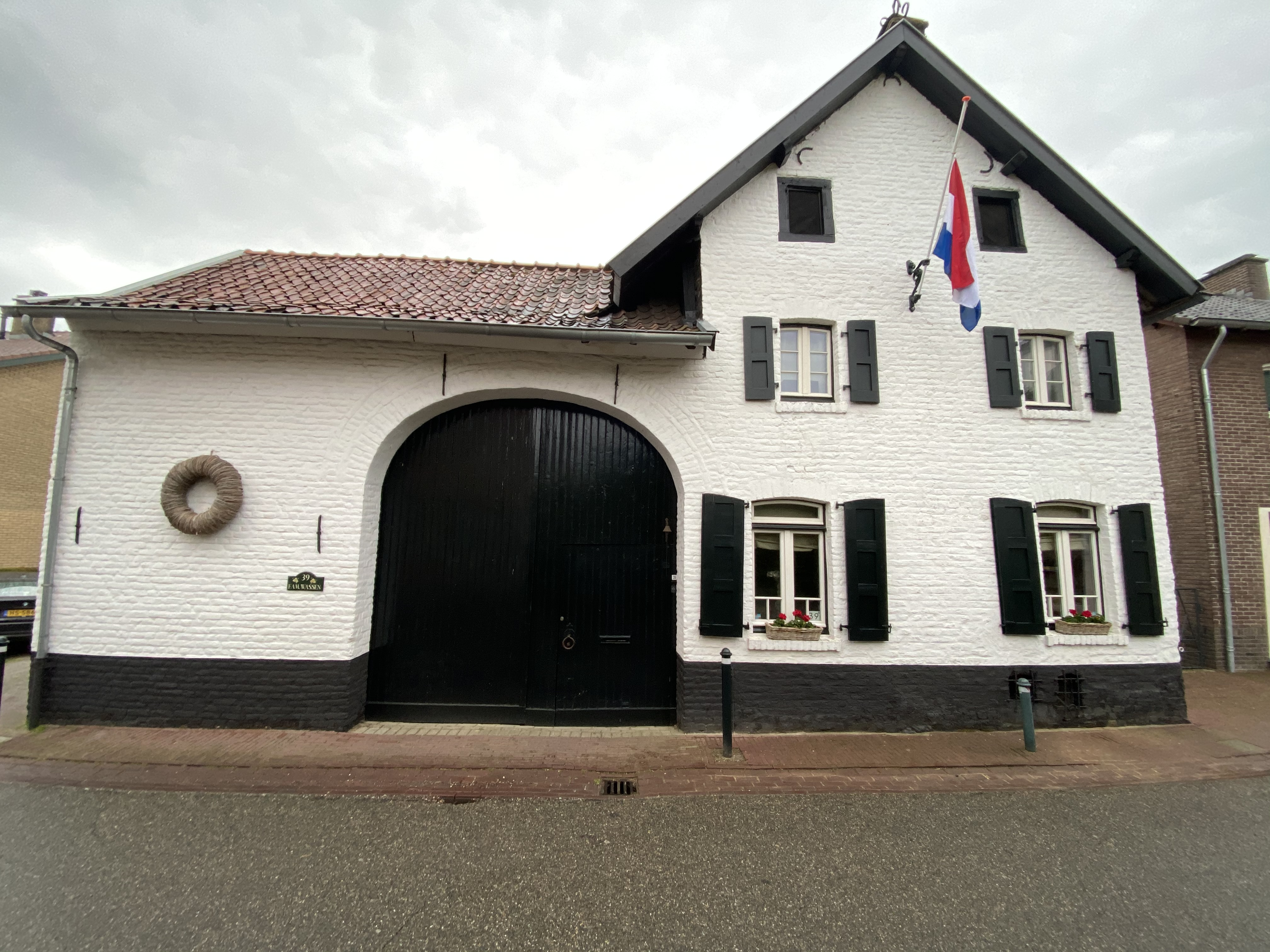
Rinckberg 39, vakwerkboerderij (1640)
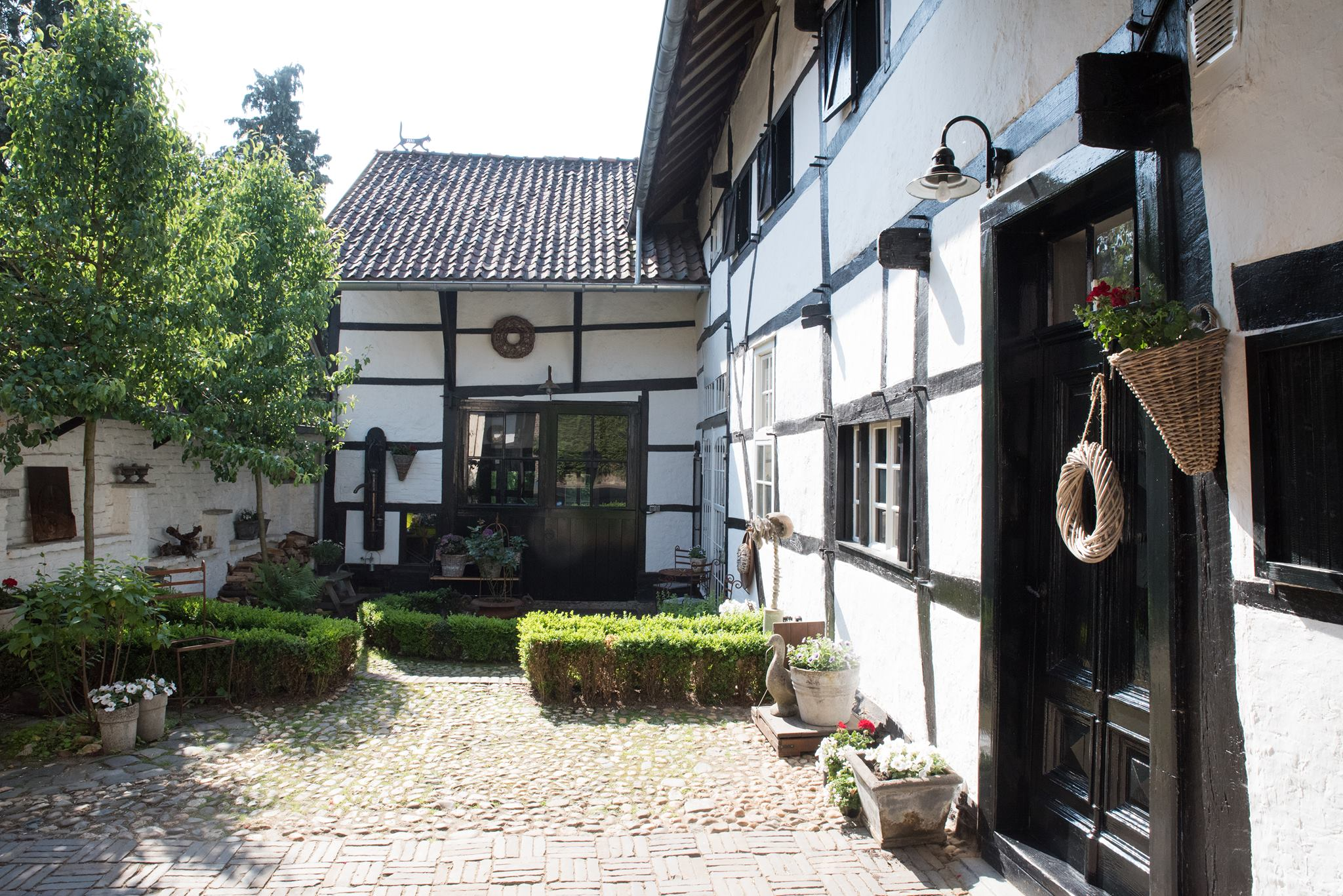
Rinckberg 39, binnenplaats